# Хиперипа
Хиперипа је у грчкој митологији било име више личности.

## Етимологија
Име Хиперипа значи „небеска кобила“.

## Митологија
1. Према Паусанији, била је Аркадова кћерка и супруга елидског краља Ендимиона, са којим је имала синове Пеона, Епеја и Етола, као и кћерку Еурикиду.[2]
2. Према Антонину Либералу, била је кћерка краља Муниха из Молосије и Леланте. Њену породицу су напали пљачкаши и запалили им дом, па су сви претворени у птице. Зевс је Хиперипу претворио у гњурца.[2]
3. Аполодор ју је поменуо као Данаиду, чија је мајка била Крино, а супруг Хипокорист.[3]